# Brügge (Holstein)
Brügge ist eine Gemeinde an der Eider im Kreis Rendsburg-Eckernförde in Schleswig-Holstein.

## Geografie

### Geografische Lage
Das Gemeindegebiet von Brügge erstreckt sich im Westen des nordwestlichen Teilbereichs der naturräumlichen Haupteinheit Ostholsteinisches Hügel- und Seenland (Nr. 702) am oberen Flusslauf der Eider.

### Gemeindegliederung
Brüggerholz liegt im Gemeindegebiet.

### Nachbargemeinden
Direkt angrenzende Gemeindegebiete von Brügge sind:
| Bordesholm, Reesdorf | Böhnhusen                                   |        |
| Wattenbek            | Kompassrose, die auf Nachbargemeinden zeigt | Bissee |
|                      | Groß Buchwald                               |        |

## Geschichte
Der Ort, benannt nach der Brücke über die Eider, wurde im Zuge der mittelalterlichen Kolonisation vor 1200 besiedelt und 1215 erstmals erwähnt. 1238 ist es ein eigenständiges Kirchspiel und damit eine der ältesten urkundlich erwähnten Kirchengemeinden in Schleswig-Holstein.
Mit dem Bau der St.-Johannis-Kirche, einer Feldsteinkirche, wurde ebenfalls Anfang des 13. Jahrhunderts begonnen. Sie wurde mehrfach umgestaltet und nach dem Dreißigjährigen Krieg durch einen hölzernen Turm ergänzt. Die Kirche ist Johannes dem Täufer gewidmet. In der Kirche befindet sich ein Baldachin-Altar aus der Werkstatt des Hans Brüggemann, zu dem der damalige Amtmann Hans Heinrich Kielman von Kielmansegg, ein Sohn von Johann Adolph Kielmann von Kielmannsegg, 1672 die Bilder stiftete. Die ursprüngliche, aus Eichenholz geschnitzte Kreuzigungsdarstellung befinden sich heute im Landesmuseum Schloss Gottorf.
Am 26. Juni 2020 nachmittags brannten der Dachstuhl des reetgedeckten alten Gasthauses Brügger Markt, die Funken sprangen auf den benachbarten hölzernen Kirchturm der gut 800 Jahre alten St. Johannis-Kirche über.
Brügge lag an der Straße von der Eider nach Lübeck, so dass das Dorfleben durch Gasthöfe für Reisende und durch Märkte geprägt war.
Von 1889 bis 1970 war Brügge Sitz der gleichnamigen Amtsverwaltung im Kreis Plön, die im Zuge der Kreisreform aufgelöst wurde.
Die zerstörten Megalithanlagen von Brügge wurden 1975 wegen der Erweiterung einer Kiesgrube von D. Stoltenberg untersucht.

## Politik

### Gemeindevertretung
Bei der Kommunalwahl am 14. Mai 2023 wurden insgesamt elf Sitze vergeben. Die CDU erhielt sieben Sitze und die Grünen vier Sitze.

### Wappen
Blasonierung: „Von Blau und Rot durch einen silbernen Wellenbalken geteilt. Oben schwebend eine aus unbehauenen Granitsteinen gemauerte, oben mit einem Eisengeländer abschließende silberne Brücke, unten ein schwebenden, unterhalbes silbernes Wagenrad.“

## Wirtschaft und Verkehr
Die Wirtschaft im Gemeindegebiet ist überwiegend von der Urproduktion der Landwirtschaft geprägt.
Durch das Gemeindegebiet von Brügge führt die schleswig-holsteinische Landesstraße 49. Sie bindet den Ort im motorisierten Individualverkehr in westlicher Richtung an die Bundesautobahn 7 (Anschlussstelle Bordesholm (Nr. 11)), in die Gegenrichtung an die Bundesautobahn 21 (Anschlussstelle Nettelsee (Nr. 6)) an.
Die Bahnstrecke Hamburg–Kiel führt auf einem kleinen Teilstück im Westen durch das Gemeindegebiet. Der nächstgelegene Bahnanschluss besteht beim Bahnhof Bordesholm, an dem die Nahverkehrszüge der Regionalexpress-Linien 7 und 70 im Nahverkehrsverbund Schleswig-Holstein halten.

## Sehenswürdigkeiten
In der Liste der Kulturdenkmale in Brügge (Holstein) stehen die in der Denkmalliste des Landes Schleswig-Holstein eingetragenen Kulturdenkmale.

## Persönlichkeiten
- Heinrich Harries (1762–1802), Dichter der Urfassung des Liedes Heil dir im Siegerkranz, war von 1794 bis 1802 Pastor in Brügge.
- Carl Nicolaus Kähler (1804–1871), Pastor, Theologe und Heimatforscher, war von 1849 bis 1855 Pastor in Brügge.
- Marcus Mester wurde 1806 in einem zum Kirchspiel gehörenden Dorf geboren.

## Dies und Das
Der Ort besitzt vor der Kirche eine eigene Boulebahn.

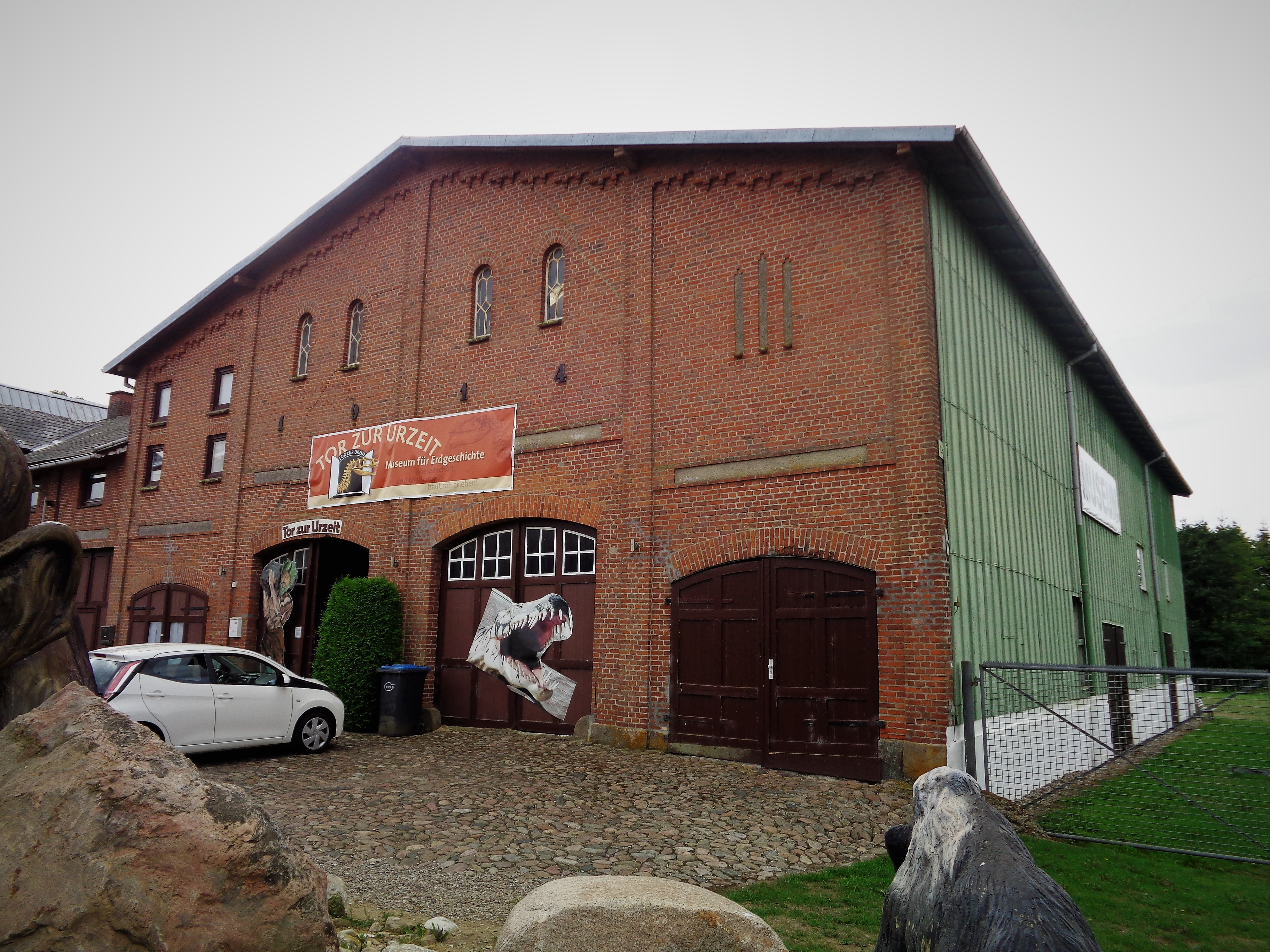
Museumsscheune (2018)

Seit Juli 2009 beherbergt die Museumsscheune die erdgeschichtliche Ausstellung „Tor zur Urzeit“. Dort werden unter anderem ein Mammut- und ein Höhlenbärenskelett sowie Saurierrekonstruktionen gezeigt.